# Pierre Kroll
Pierre Kroll, (Gwaka, 25 maart 1958)  is een Belgische tekenaar en cartoonist. 

## Biografie
Pierre Kroll is geboren in Gwaka in de toenmalige Evenaarsprovincie (toen Belgisch-Congo). Zijn vader werkt er als agronoom in een rubberplantage van Unilever. Wanneer Congo onafhankelijk wordt in 1960, keert het gezin naar België terug, en woont achtereenvolgens in Brussel, Luxemburg en Luik. In 1981 studeert hij af in de architectuur, en nadien in de milieuwetenschappen aan de Universiteit van Luik.
Hij werkte korte tijd als architect bij architectenbureaus en voor eigen rekening. 

## Werk
Vanaf 1984 begint Kroll te tekenen voor de pers. Bijna alle Franstalige Belgische kranten en tijdschriften hebben ooit werk van Kroll gepubliceerd, en onder meer Le Vif/L'Express, La Cité, La Wallonie, Défi Sud, Espaces de Liberté, Le Pourquoi Pas?, Trends-Tendances, Pan, Le Soir Illustré, Femmes d'aujourd'hui, La Libre Belgique, Le Peuple, Ciné Télé Revue, Moustique, en Ebdo.  Sinds 2002 is hij huiscartoonist voor het dagblad Le Soir. Voorts levert hij geregeld grafische bijdragen voor de vakbond FGTB, de Universiteit van Luik, de Luikse bioscoopgroep Les Grignoux, en verzorgt hij illustraties voor talloze posters, brochures, en voor communicatiebureaus.
Ook op radio en TV is Kroll actief als tekenaar-criticus, vooral voor RTBF maar ook voor RTL TVI. Opmerkelijk waren debatten als L’Écran Témoin. (RTBF) en actualiteitsrubrieken als À votre avis (RTBF), waar Kroll tijdens de uitzending een cartoon tekent die dan meteen in beeld komt. 
Kroll publiceert jaarlijks sedert 1995 een album, en stelt vaak werk tentoon in galerijen. Hij neemt ook deel aan de vredescampagne van Cartooning for Peace.
Samen met de Vlaamse humorist Bert Kruismans publiceerde hij in 2011 en 2012 een boekje getiteld Foert non di dju, geschreven in het Frans en het Nederlands.

## Erkenning
Pierre Kroll won meer dan tien prijzen, waaronder viermaal de Press Cartoon of Belgium prijs (2006, 2009, 2012 et 2017. Hij is een veelgevraagde gast in de Franstalige mediawereld. 